# Alba Dargel
Alba Dargel (Madrid, 1 de agosto de 2002) es una futbolista española. Juega como centrocampista o delantera en el Atlético de Madrid B de la Segunda División de España.

## Trayectoria

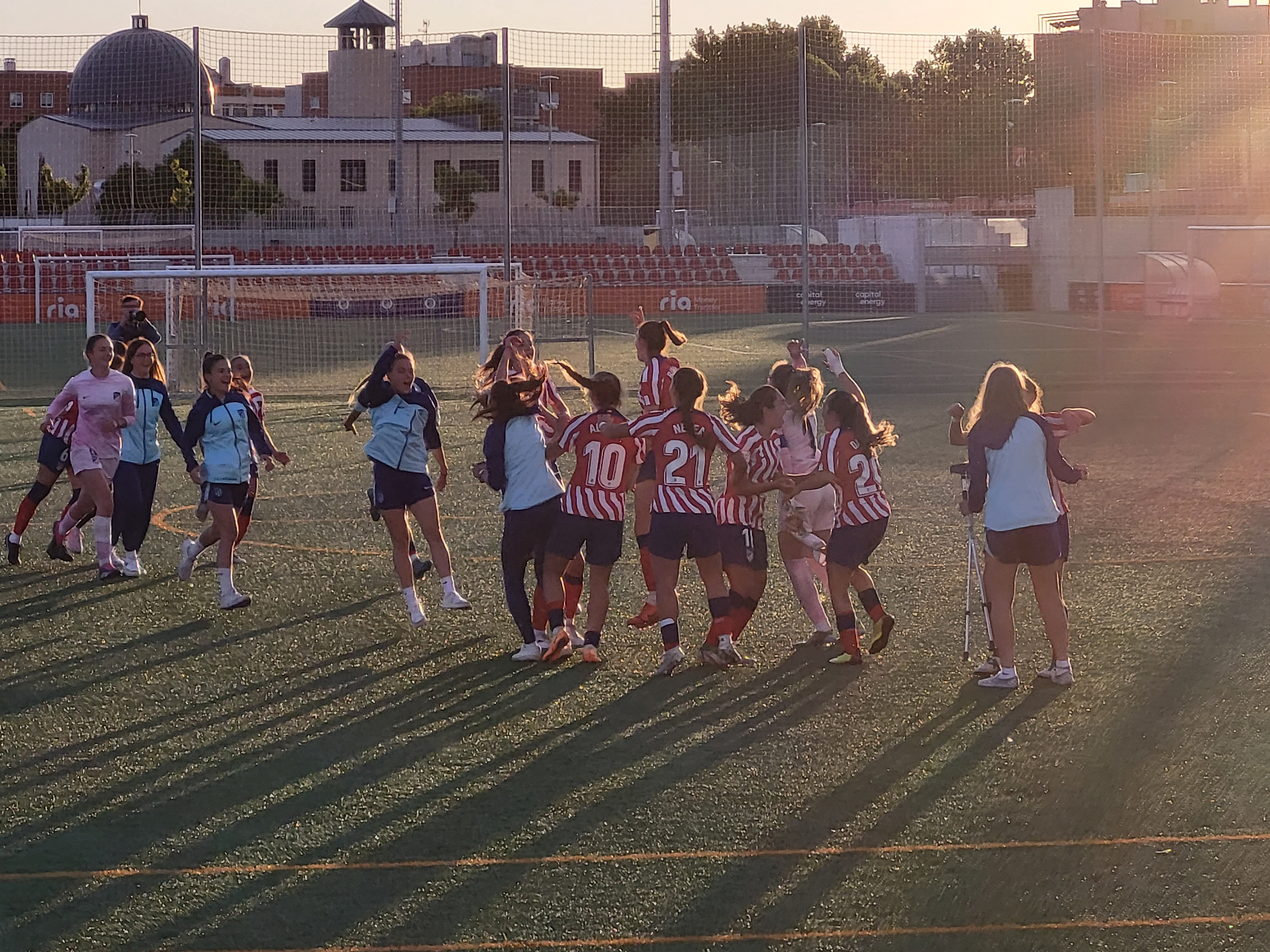
Dargel y sus compañeras del Atlético de Madrid B celebran el ascenso a Primera Federación en mayo de 2023

Llegó a la Academia del Atlético de Madrid en 2017 procedente del C.C. Ford. Estuvo tres temporadas jugando en las distintas secciones del Atlético de Madrid juvenil.
En la temporada 2020-21 formó parte del Atlético de Madrid C, que quedó en tercera posición en el grupo 5 de Primera Nacional, y marcó once goles. El 27 de junio de 2021 jugó su primer encuentro en Primera División al sustituir a Ludmila da Silva en la jornada 34 de liga ante el Levante.
En la temporada 2020-21 subió al Atlético de Madrid B, que jugaba en el Grupo Norte de la Primera División B, que la temporada siguiente pasaría a ser Reto Iberdrola.  Esa segunda temporada en la división de plata acabó en la parte baja de la tabla, por lo que pasó a formar parte de la nueva categoría Segunda Federación, tercer nivel de las ligas de fútbol femenino. 
En la temporada 2022-23 hizo la pretemporada con el primer equipo y jugó varios partidos amistosos, incluyendo  un torneo amistoso con el Atlético de Madrid en Brasil. El Atlético B empezó muy irregular la liga pero, pero en la segunda vuelta remontó encadenando 12 victorias consecutivas y fueron campeonas de su liga, logrando el 13 de mayo de 2023 el ascenso a Primera Federación.
Inició la pretemporada 2023-24 con el primer equipo de nuevo y marcó el primer gol de la pretemporada ante la Roma. Con el Atlético B jugó 17 partidos, 7 de ellos como titular, y lograron la permanencia en Segunda División. En la siguiente temporada apenas pudo disputar 4 encuentros debido a que se rompió el ligamento cruzado anterior.

## Estadísticas

### Clubes
Actualizado al último partido jugado el 2 de noviembre de 2024.
| Club | Div.          | Temporada     | Liga  | Liga  | Liga   | Copas nacionales(1) | Copas nacionales(1) | Copas nacionales(1) | Copas internacionales(2) | Copas internacionales(2) | Copas internacionales(2) | Total | Total | Total  | Media goleadora(3) |
| Club | Div.          | Temporada     | Part. | Goles | Asist. | Part.               | Goles               | Asist.              | Part.                    | Goles                    | Asist.                   | Part. | Goles | Asist. | Media goleadora(3) |
| --- | ------------- | ------------- | ----- | ----- | ------ | ------------------- | ------------------- | ------------------- | ------------------------ | ------------------------ | ------------------------ | ----- | ----- | ------ | ------------------ |
| Atlético de Madrid B · España |               |               |       |       |        |                     |                     |                     |                          |                          |                          |       |       |        |                    |
| 2.ª | 2021-22       | 27            | 3     |       | -      | -                   | -                   | -                   | -                        | -                        | 27                       | 3     |       | 0.11   |                    |
| 2ª. RFEF | 2022-23       | 25            | 3     |       | -      | -                   | -                   | -                   | -                        | -                        | 25                       | 3     |       | 0.12   |                    |
| 2.ª | 2023-24       | 17            | 0     |       | -      | -                   | -                   | -                   | -                        | -                        | 17                       | 0     |       | -      |                    |
| 2.ª | 2024-25       | 4             | 0     |       | -      | -                   | -                   | -                   | -                        | -                        | 4                        | 0     |       | -      |                    |
| Total club | Total club    | 73            | 6     |       |        |                     |                     |                     |                          |                          | 73                       | 6     |       | 0.08   |                    |
| Atlético de Madrid · España |               |               |       |       |        |                     |                     |                     |                          |                          |                          |       |       |        |                    |
| 1.ª | 2020-21       | 1             | 0     | 0     |        |                     |                     |                     |                          |                          | 1                        | 0     | 0     | 0      |                    |
| Total club | Total club    | 1             | 0     | 0     |        |                     |                     |                     |                          |                          | 1                        | 0     | 0     | 0      |                    |
| Total carrera | Total carrera | Total carrera | 74    | 6     | 0      | 0                   | 0                   | 0                   | 0                        | 0                        | 0                        | 74    | 6     | 0      | 0.08               |
| (1) Incluye datos de Copa de la Reina y la Supercopa. (2) Incluye datos de Liga de Campeones Femenina de la UEFA. (3) No incluye goles en partidos amistosos. |               |               |       |       |        |                     |                     |                     |                          |                          |                          |       |       |        |                    |